# Mohammed Merah
Mohammed Merah (en árabe: محمد مراح; Toulouse, Francia, 10 de octubre de 1988 ― ibídem, 22 de marzo de 2012) fue un joven ciudadano francés que perpetró los tiroteos de Mediodía-Pirineos de 2012.
Era ciudadano francés musulmán, de origen argelino. Merah viajó a Afganistán y a Pakistán, donde fue instruido en las doctrinas del salafismo y del yihadismo.

## Biografía

### Juventud
Merah nació el 10 de octubre de 1988 en Toulouse. Se crio con sus padres hasta los cinco años, cuando su padre se fue a Argelia, dejándolo solo con su madre, dos hermanos y dos hermanas. Su padre y su madre son argelinos.
Empezó a delinquir desde joven, siendo condenado hasta en quince ocasiones por tribunales, la mayoría de las ocasiones por robos, algunos perpetrados con violencia. Por ello, estuvo en la cárcel durante cortos periodos de tiempo en 2007 y 2009.
Más tarde, quiso alistarse en la Legión Extranjera, pero lo abandonó por decisión propia antes de las primeras pruebas.

### Introducción al Yihadismo
Motivado por su hermano, Merah viajó a Pakistán en 2010 y 2011, donde fue adoctrinado en el Yihadismo por organizaciones terroristas como Harakat ul-Mujahidin.

Una fuente francesa de seguridad dijo que Merah pasó alrededor de un año en la región Afganistán-Pakistán, recibiendo entrenamiento militar con Al Qaeda en la provincia de Waziristán. Según Le Monde, en principio se formó con combatientes talibanes paquistaníes en la zona fronteriza, para después ser enviado al Suroeste de Afganistán y combatir contra las tropas de la OTAN. Por este motivo, no encajaría en la categoría de 'lobo solitario', ya que se encontraba vinculado con Al Qaeda.

## Tiroteos de Mediodía-Pirineos de 2012
Merah cometió tres tiroteos en marzo de 2012 contra militares franceses en activo y, posteriormente, un adulto y tres niños de una escuela judía en las ciudades de Montauban y Toulouse, en la región francesa de Mediodía-Pirineos. En total, mató a siete personas e hirió a cinco, resultando cuatro heridas de gravedad. 
El procedimiento que siguió Merah fue el mismo en los tres casos: montarse en scooter y desde ella matar a sus víctimas con una pistola semiautomática de calibre .45 (11,43 mm) y otra de 9 mm.7.
Según el ministro francés del Interior, Claude Guéant, quería vengar la muerte de niños palestinos, por lo que se había enrolado en Al Qaeda.

## Muerte
Mohamed Merah murió en el tiroteo durante el asalto de la policía al apartamento en el que permaneció atrincherado durante más de 30 horas.
El ministro del Interior francés, Claude Guéant, detalló cómo fue la operación:
- A las diez y media de la mañana se comenzó con el lanzamiento de tres granadas al apartamento para provocar una reacción en Merah, pero no la hubo.
- Los miembros de la RAID ingresaron por la ventana y por la puerta, pero no detectaron la presencia del sospechoso en ninguna de las habitaciones principal, dado que Merah esperaba a la policía escondido en el baño.
- Cuando fue localizado, el terrorista salió corriendo y abrió fuego contra los agentes.
- En su huida saltó por el balcón y cayó al suelo, muerto a causa de un disparo en la cabeza.

Tres agentes resultaron heridos en la operación.

## Entierro
La familia de Merah había expresado su deseo de que su cuerpo descansara en la tierra natal de sus antepasados, en el pueblo de Bezaz (Argelia), de donde es natural su padre: "para que su tumba no fuera saqueada".

Sin embargo, Argelia se negó por "motivos de seguridad", obligando a la familia a plantear un nuevo entierro, que se celebró con absoluta discreción el 29 de marzo de 2012 en el 'carré' musulmán del cementerio de Cornebarrieu, en las afueras de Toulouse.
El cortejo fúnebre, unas quince personas, todas hombres, transportaron el cadáver al cementerio de Cornebarrieu. Antes de la inhumación se dijo una plegaria. Esta pequeña ceremonia fúnebre, una semana después de la muerte del Merah, puso fin a la controversia iniciada después de que las autoridades de Argelia se negaran a sepultarlo en su territorio nacional.

## Personalidad
Su perfil era el prototipo que presentan cientos de inmigrantes franceses del Magreb de segunda o incluso tercera generación que han ido a Afganistán o Pakistán en los últimos 20 años, atraídos por los grupos islamistas. Muchos de ellos se radicalizaron tras el conflicto árabe-israelí, que desató una oleada de ataques contra judíos en Francia a principios de la década de 2000.
Tras volver a Toulouse, Mohamed Merah llevó una vida normal. 
Sin embargo, tras perder su empleo y empezar a pasar mucho tiempo solo en casa, se radicalizó. Le Monde aseguró que pasaba su tiempo viendo vídeos en Internet, algunos de ellos imágenes de decapitaciones de rehenes por parte de grupos islamistas.

Las confesiones que realizó en su propio asedio, le presentan como un sádico, ya que Merah dijo sentir un "placer infinito" en los asesinatos, necesitaba "ver, tocar y disparar a sus víctimas" y se lamentó de haber llegado a la escuela judía antes de la hora de comienzo de las clases, porque de esa manera podría haber causado más víctimas.

Además, fríamente filmó sus propios vídeos sobre los siete asesinatos que perpetró en Toulouse y en la vecina Montauban, y los envió a la sede en París del canal Al-Jazeera.